# Ibercalafell
Ibercalafell és un grup de reconstrucció històrica especialitzat en l'època ibèrica fundat per estudiants i arqueòlegs l'any 2000. És una entitat pionera en l'educació en el patrimoni arqueològic de Catalunya i d'Espanya. L'entitat ha dut a terme investigacions acadèmiques sobre la investigació arqueològica i ha participat en jornades de reconstrucció històrica com la Ruta dels Ibers que organitza el Museu d'Arqueologia de Catalunya a Ullastret, Palamós i Lloret, mostres organitzades pel Museu Arqueològic del Puig des Molins d'Eivissa, o el festival Tàrraco Viva.